# ديك بايلس
ديك بايلس (بالإنجليزية: Dick Bayless)‏ هو لاعب كرة قاعدة أمريكي، ولد في 6 سبتمبر 1883 في جوبلن في الولايات المتحدة، وتوفي في 16 ديسمبر 1920 في Santa Rita, New Mexico ‏ في الولايات المتحدة.